# Трансплантация лёгких

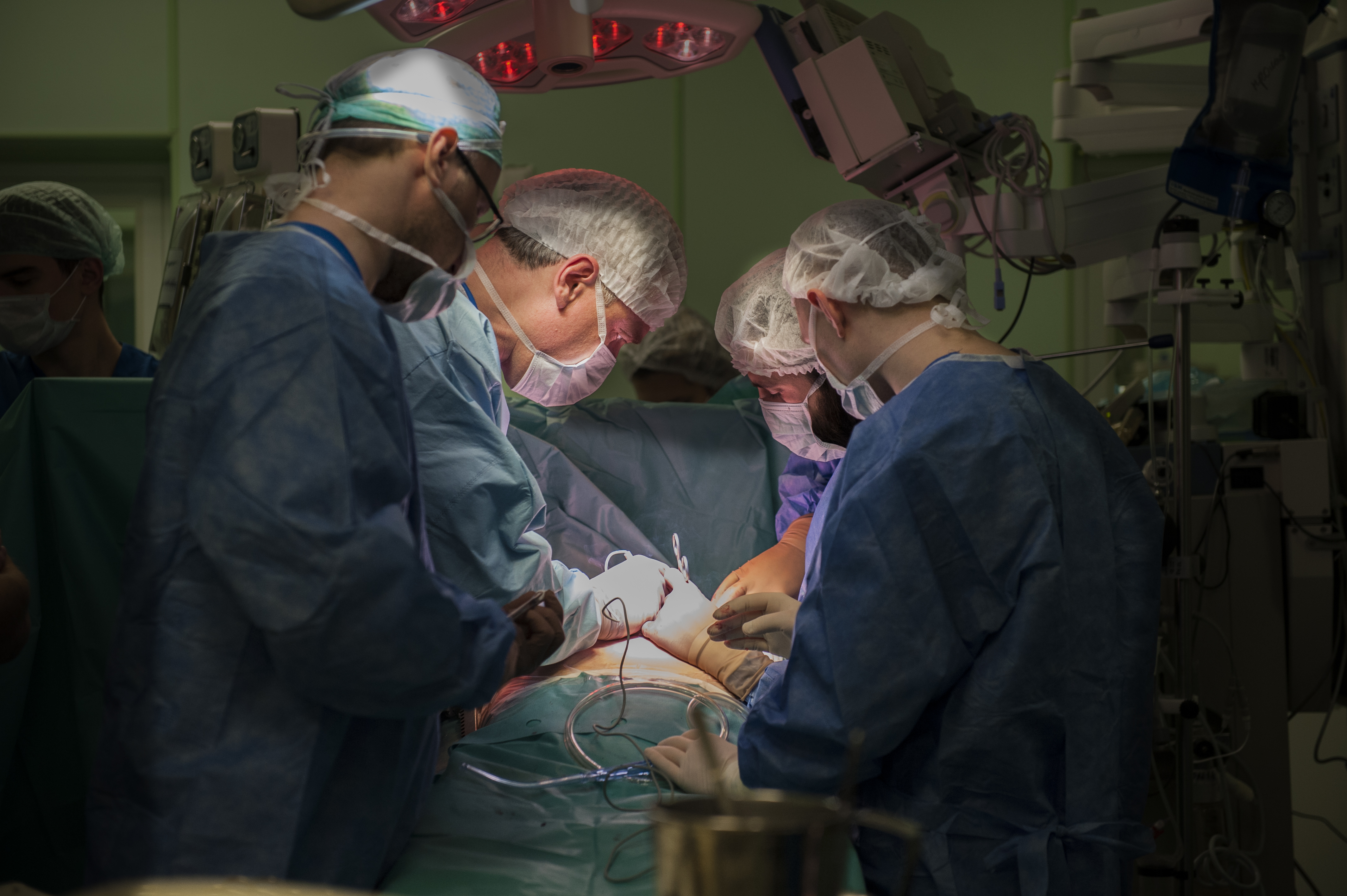
Врачи Института Склифосовского начинают операцию по пересадке легких. Операция продлится около 12 часов.

Трансплантация лёгких — хирургическая операция, заключающаяся в полной или частичной замене поражённых болезнью лёгких одного человека (реципиент) здоровыми лёгкими, взятыми у другого человека (донора). Трансплантация лёгких в настоящее время является единственным радикальным методом лечения некоторых хронических заболеваний лёгких. Несмотря на сложность операции и необходимость постоянного приёма иммуноподавляющих лекарств после неё, эта операция позволяет значительно увеличить продолжительность и улучшить качество жизни пациентов с терминальным поражением лёгких.
Согласно регистру Международного общества трансплантации лёгких и сердца, в мире ежегодно выполняется до 3 тысяч подобных операций. При этом 5-летняя выживаемость пациентов, перенёсших пересадку лёгких, превышает 50 %, а медиана выживаемости составляет 5,4 года.

## История
Первая задокументированная попытка трансплантации легких была реализована советским учёным Владимиром Демиховым в 1946 году. В качестве эксперимента операция проводилась на собаке. В конечном итоге трансплантация оказалась неудачной из-за отторжения трансплантата. Однако, данная попытка впервые продемонстрировала, что процедура технически осуществима.
Хирург Джеймс Харди из Университета Миссисипи провел первую пересадку легких человека 11 июня 1963 года. К сожалению, через 18 дней реципиент умер от почечной недостаточности. С 1963 по 1978 год попытки трансплантации легких не удавались из-за отторжений и проблем с приживлением бронхов. Только после появления аппарата искусственного кровообращения и иммуносупрессантов (циклоспорин) вероятность восстановления пациентов после пересадки лёгких стала достаточно высокой.
Первой успешной пересадкой легких считается трансплантация сердца и легкого, выполненная доктором Брюсом Рейцем из Стэнфордского университета в 1981 году женщине, у которой была идиопатическая легочная гипертензия.
В 2019 году была опубликована статья в журнале Nature Communications, где говорится о новой технологии восстановлении лёгких, процедурах, которые производятся после изъятия у донора и до пересадки пациенту и помогающие поддерживать лёгкие в нужном для пересадки состоянии. Технология помогает избежать, например, проблемы повреждения органа вследствие попадания желудочного сока. На протяжении нужного для восстановления времени лёгкие снабжаются кровью с помощью устройства, которое соединяет донорский орган и кровеносную систему акцептора. Пока исследования были проведены на восьми свиньях-реципиентах.

## Показания
Трансплантация лёгких выполняется больным с прогрессирующими обструктивными, фиброзирующими или сосудистыми заболеваниями. Нозологический спектр включает:
- 35,8 % Хроническая обструктивная болезнь лёгких (ХОБЛ)/Эмфизема лёгких;
- 20,8 % Идиопатический фиброз лёгких;
- 15,9 % Муковисцидоз;
- 7,1 % α1-антитрипсиновая недостаточность (первичная эмфизема);
- 3,3 % Первичная лёгочная гипертензия;
- 2,6 % Саркоидоз;
- 2,7 % Бронхоэктазы;
- 1,0 % Лимфангиолейомиоматоз (ЛАМ);
- 0,7 % Врождённые пороки сердца;
- 0,9 % Облитерирующий бронхиолит (первичная трансплантация);
- 1,2 % Ретрансплантации: облитерирующий бронхиолит;
- 0,9 % Ретрансплантации, не связанные с облитерирующим бронхиолитом;
- 0,8 % Диффузные заболевания соединительной ткани с поражением лёгких;
- 0,3 % Другие интерстициальные заболевания;
- 6,1 % Другие.

При постановке показаний к трансплантации лёгких учитывается степень нарушения функции дыхания и, как следствие, снижение качества жизни, скорость прогрессирования заболевания, ожидаемая продолжительность жизни и перспективы консервативного, либо альтернативного хирургического лечения.
В качестве основного критерия включения в лист ожидания трансплантации лёгких принят показатель высокого риска смерти от заболевания в течение 2-3 лет. Прогнозу низкой выживаемости соответствуют тяжёлые необратимые структурные, либо функциональные изменения, характерные для конкретной болезни. Следует, однако, иметь в виду, что время ожидания донорского органа в ряде случаев может превышать этот срок, поэтому при быстром прогрессировании болезни, частых обострениях, O (I) и B (III) группе крови, и также если реципиент имеет небольшой рост (подбор пары донор-реципиент осуществляется в том числе и по антропометрическим показателям) допустимо более раннее рассмотрение больного как потенциального реципиента для трансплантации лёгких.
Обязательным условием направления на трансплантацию лёгких является исчерпанные возможности лекарственной терапии, то есть пациент должен получать весь спектр лекарственных препаратов в соответствии с существующими рекомендациями авторитетных пульмонологических обществ, либо если отсутствует эффективная лекарственная терапия данного заболевания.

## Противопоказания
Показания к трансплантации лёгких имеют ограничения. Заболевание лёгких не должно иметь специфическую инфекционную или опухолевую этиологию, поскольку после назначения иммуноподавляющих препаратов повышается риск генерализации процесса. В целом, противопоказания к выполнению пересадки лёгких делят на абсолютные и относительные.
Абсолютные противопоказания:
- злокачественные опухоли (активное заболевание или перенесённое в течение последних 5 лет);
- внелёгочные инфекционные заболевания, в первую очередь ВИЧ/СПИД, гепатиты B и С;
- сопутствующие тяжёлые острые или хронические заболевания других органов и систем организма (сердечная недостаточность, печёночная недостаточность и т. д.);
- не поддающиеся радикальному излечению психические заболевания;
- наркомания, алкоголизм, табакокурение (в том числе отказ от курения на срок менее 6 месяцев);
- психологические состояния, не позволяющие добиться продуктивного контакта с врачом (в том числе документированные случаи несоблюдения пациентом врачебных назначений).

Относительные противопоказания:
- возраст более 65 лет;
- низкий реабилитационный потенциал (низкая физическая выносливость, невозможность выполнять простейшие физические упражнения);
- индекс массы тела более 30 кг/м2;
- поражение дыхательных путей полирезистентными микробами или грибами.

Также существует ряд заболеваний, которые часто сочетаются с тяжёлым поражением лёгких (остеопороз, гастроэзофагеальная рефлюксная болезнь и т. п.) и требуют предварительного лечения в периоде нахождения пациента в «листе ожидания».